# Armagh
För andra betydelser, se Armagh (olika betydelser).
Armagh (iriska: Ard Mhacha) är en stad i grevskapet Armagh på Nordirland. Armagh var tidigare administrativ huvudort för grevskapet, men då grevskapen förlorade sin administrationsroll och ersattes av distrikt blev Armagh huvudort för distriktet Armagh. År 2015 uppgick distriktet i det nya distriktet Armagh City, Banbridge and Craigavon vars huvudort är Craigavon.
Armagh är ärkebiskopssäte för både den katolska kyrkan och den irländska kyrkan. I båda kyrkor är ärkebiskopen av Armagh hela Irlands primas. Detta har inte ändrats efter att ön blev indelad i Republiken Irland och Nordirland, på grund av stadens kyrkohistoriska betydelse. Enligt historien ska det varit St. Patrick som själv etablerade Armagh som Irlands kyrkliga huvudort.
Sedan 1995 har Armagh haft statusen city. År 2001 hade Armagh totalt 14 590 invånare.